# 13748 Radaly
13748 Radaly (1998 SC46) là một tiểu hành tinh vành đai chính được phát hiện ngày 25 tháng 9 năm 1998 bởi Spacewatch ở Kitt Peak.